# (65836) 1996 XS15
1996 أكس أس 15 (ويعرف أيضًا باسم (65836) 1996 أكس أس 15 وفق تسمية الكوكب الصغير) (بالإنجليزية: 1996 XS15)‏ هو كويكب ضمن حزام الكويكبات؛ وترتيبه 65836 من حيث الاكتشاف.
اكتُشف هذا الجُرم الفلكي بواسطة برنامج شميدت للكويكبات في بكين في 10 ديسمبر 1996.

## وصلات خارجية
- (65836) 1996 XS15 في قاعدة بيانات مختبر الدفع النفاث لأجرام النظام الشمسي الصغيرة

- الاكتشاف · مخطط المدار ·  العناصر المدارية · المعلمات المادية

- (65836) 1996 XS15 على موقع ويكي سكاي: DSS2, SDSS, GALEX, IRAS, Hydrogen α, X-Ray, Astrophoto, Sky Map, Articles and images